# Emanuela Postacchini
Emanuela Postacchini (ur. 7 lipca 1991 w Ankonie) – włoska aktorka filmowa, telewizyjna i dubbingowa.

## Filmografia
- Wielkie marzenie (2009) jako Magda[2]
- Barbarossa: Klątwa przepowiedni (2009) jako Popolana[2]
- Don Matteo (2011) jako Albana[2]
- Distretto di polizia (2011) jako Andra[2]
- Poker Generation (2012) jako Samantha[2]
- Titanic: Blood and Steel (2012) jako Sahra[2]
- Prawie jak gladiator (2012) jako Diane (głos)[2]
- Vegas (2013) jako Lina[2]
- Rock the Casbah (2013) jako Sophie[2]
- Miasta miłości (2013) jako Napolition Beauty[2]
- Anna Karenina (2013) jako Sasha[2]
- Le mani dentro la citta' (2014) jako Ramona[2]
- W maju niech się dzieje, co chce (2015) jako Geraldine[2]
- The Man Who Was Thursday (2016) jako Tuesday[2]
- Ostatni okręt (2017–2018) jako Cali[2]
- Alienista (2018) jako Flora[2]